# 食と花の街道
食と花の街道（しょくとはなのかいどう）とは、愛知県が県内の食や花をテーマとした観光資源を認定するもの。

## 概要・認定
2016年（平成28年）10月に制定され、初年度の2017年（平成29年）1月に7つの街道が認定された。2022年（令和4年）時点で19個認定されている。
「いいともあいち食の街道」と「花の王国あいちフラワー街道」の2つに区分され、以下の一覧では『食』『花』と表記した。なお、名称は「街道」としているが、農水産物を使用したグルメなどを提供している店舗を列挙しているだけの場合も多い。
| 認定年度 | 認定日         | 名称                              | 区分 | 市町村                          | 団体                             |
| -------- | -------------- | --------------------------------- | ---- | ------------------------------- | -------------------------------- |
| 2016年度 | 2017年1月24日  | 渥美半島菜の花浪漫街道            | 花   | 田原市                          | 田原市街づくり推進課             |
| 2016年度 | 2017年1月24日  | 西尾の抹茶街道                    | 食   | 西尾市                          | 西尾市観光協会                   |
| 2016年度 | 2017年1月24日  | 戦国ぐるめ街道                    | 食   | 新城市                          | 鳳来飲食店組合                   |
| 2016年度 | 2017年1月24日  | 五平餅のふるさと したら五平餅街道 | 食   | 設楽町                          | 設楽町観光協会                   |
| 2016年度 | 2017年1月24日  | 奥三河街道味めぐり                | 食   | 新城市、設楽町、 東栄町、豊根村 | 奥三河観光協議会                 |
| 2016年度 | 2017年1月24日  | いなぶジビエグルメ街道            | 食   | 豊田市                          | 道の駅どんぐりの里いなぶ         |
| 2016年度 | 2017年1月24日  | 渥美半島どんぶり街道              | 食   | 田原市                          | 渥美半島観光ビューロー           |
| 2017年度 | 2018年2月2日   | かにえ白いちじく街道              | 食   | 蟹江町                          | 蟹江町商工会                     |
| 2017年度 | 2018年2月2日   | あいさいレンコン街道              | 食   | 愛西市                          | 愛西市観光協会                   |
| 2018年度 | 2018年11月30日 | 三河屋街道                        | 食   | 西尾市                          | 西尾市観光協会                   |
| 2018年度 | 2018年11月30日 | とよた五平餅街道                  | 食   | 豊田市                          | とよた五平餅学会                 |
| 2018年度 | 2018年11月30日 | おかざきかき氷街道                | 食   | 岡崎市                          | 岡崎市ぬかた商工会               |
| 2019年度 | 2020年1月29日  | 南知多しらす街道                  | 食   | 南知多町                        | 南知多しらす街道推進委員会       |
| 2019年度 | 2020年1月29日  | ちたペコロス街道                  | 食   | 知多市                          | 知多市商工会                     |
| 2020年度 | 2020年10月28日 | 祖父江ぎんなん街道                | 食   | 稲沢市                          | 祖父江ぎんなんブランド推進協議会 |
| 2020年度 | 2021年1月28日  | おかざきカレーパン街道            | 食   | 岡崎市                          | 岡崎グルメを盛り上げる会         |
| 2020年度 | 2021年1月28日  | おかざき鮎めし街道                | 食   | 岡崎市                          | 岡崎市ぬかた商工会               |
| 2021年度 | 2021年10月11日 | 春日井サボテン街道                | 食   | 春日井市                        | 春日井市観光コンベンション協会   |
| 2022年度 | 2022年12月27日 | おかざき焼き芋街道                | 食   | 岡崎市                          | 道の駅藤川宿                     |

## 尾張地区

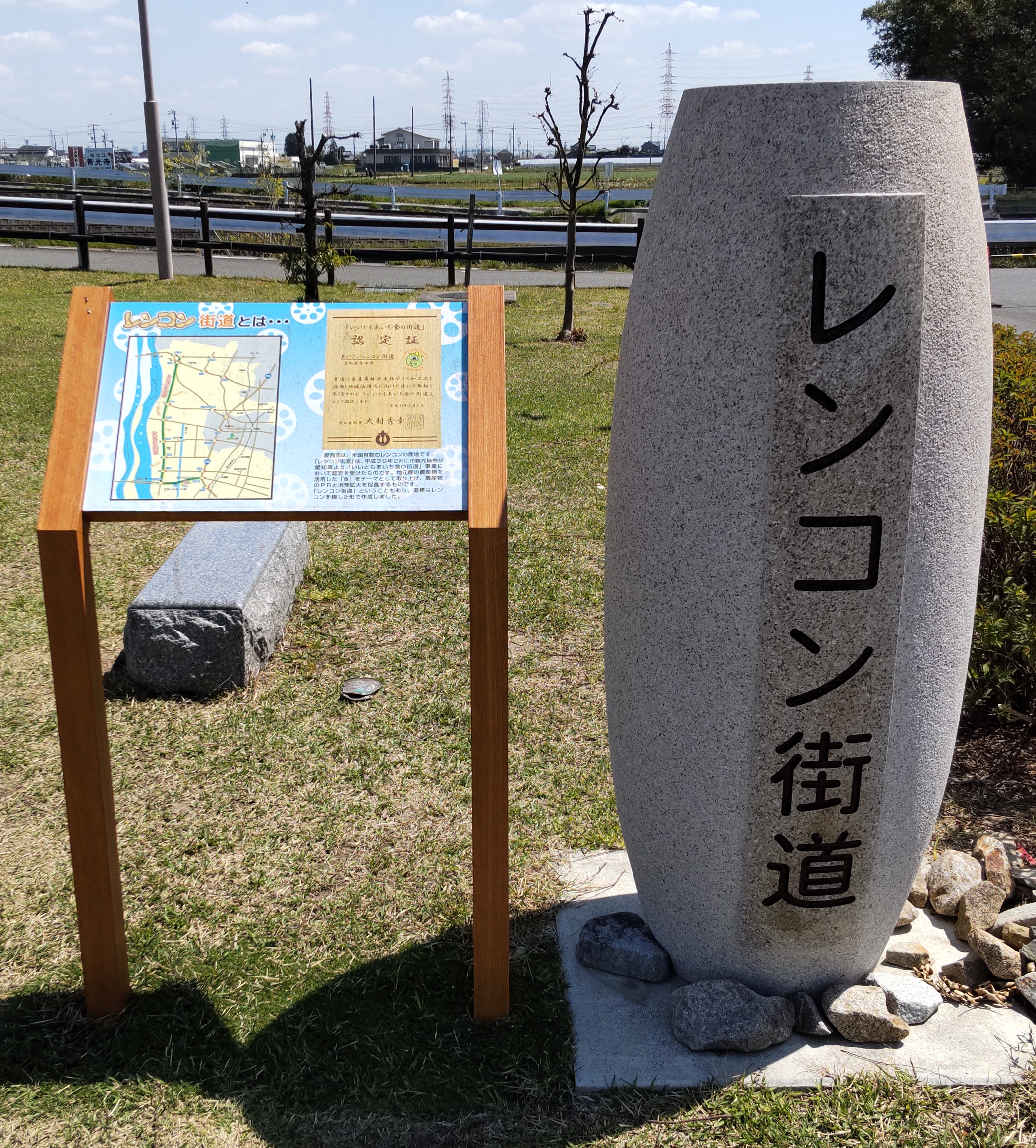
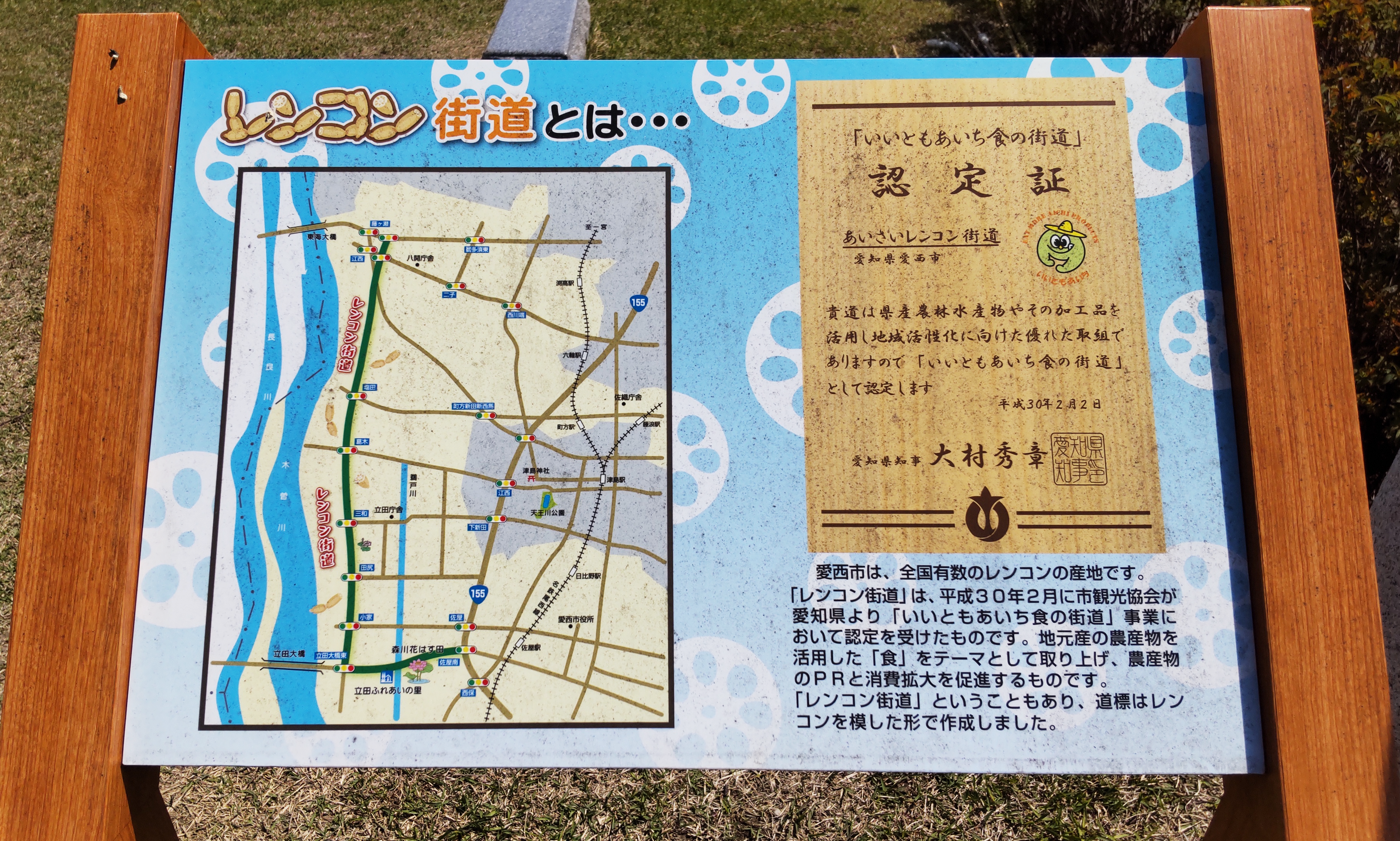

かにえ白いちじく街道
蟹江町の名物・白いちじくを使用したグルメを提供する店舗を掲げる。
- かにえ白いちじく（蟹江町商工会）

あいさいレンコン街道
愛西市の旧立田村・八開村地区の名物・レンコンの生産が盛んな地域を結ぶルート。ルートには愛知県道125号の一部（佐屋南交差点-立田大橋東交差点間）を含み、東海大橋付近まで続く。ルート上には道の駅立田ふれあいの里があり、街道認定を示す説明書きと道標が設置されている。
- あいさいレンコン街道（愛西市観光協会）

南知多しらす街道
南知多町の旧師崎町地区・日間賀島・篠島の名物・しらすを提供する店舗を掲げる。
- 【ミーナの恵み認定】南知多しらす（師崎商工会）

ちたペコロス街道
知多市の名物・ペコロスを使用したグルメを提供する店舗を掲げる。
祖父江ぎんなん街道
稲沢市の旧祖父江町地区の名物・ぎんなんを使用したグルメを提供する店舗を掲げる。
- 祖父江ぎんなん（祖父江ぎんなんブランド推進協議会）

春日井サボテン街道
春日井市の名物・春日井サボテンを使用したグルメを提供する店舗を掲げる。
- 「春日井サボテン街道」が愛知県に認定されました!（春日井市観光コンベンション協会）

## 三河地区

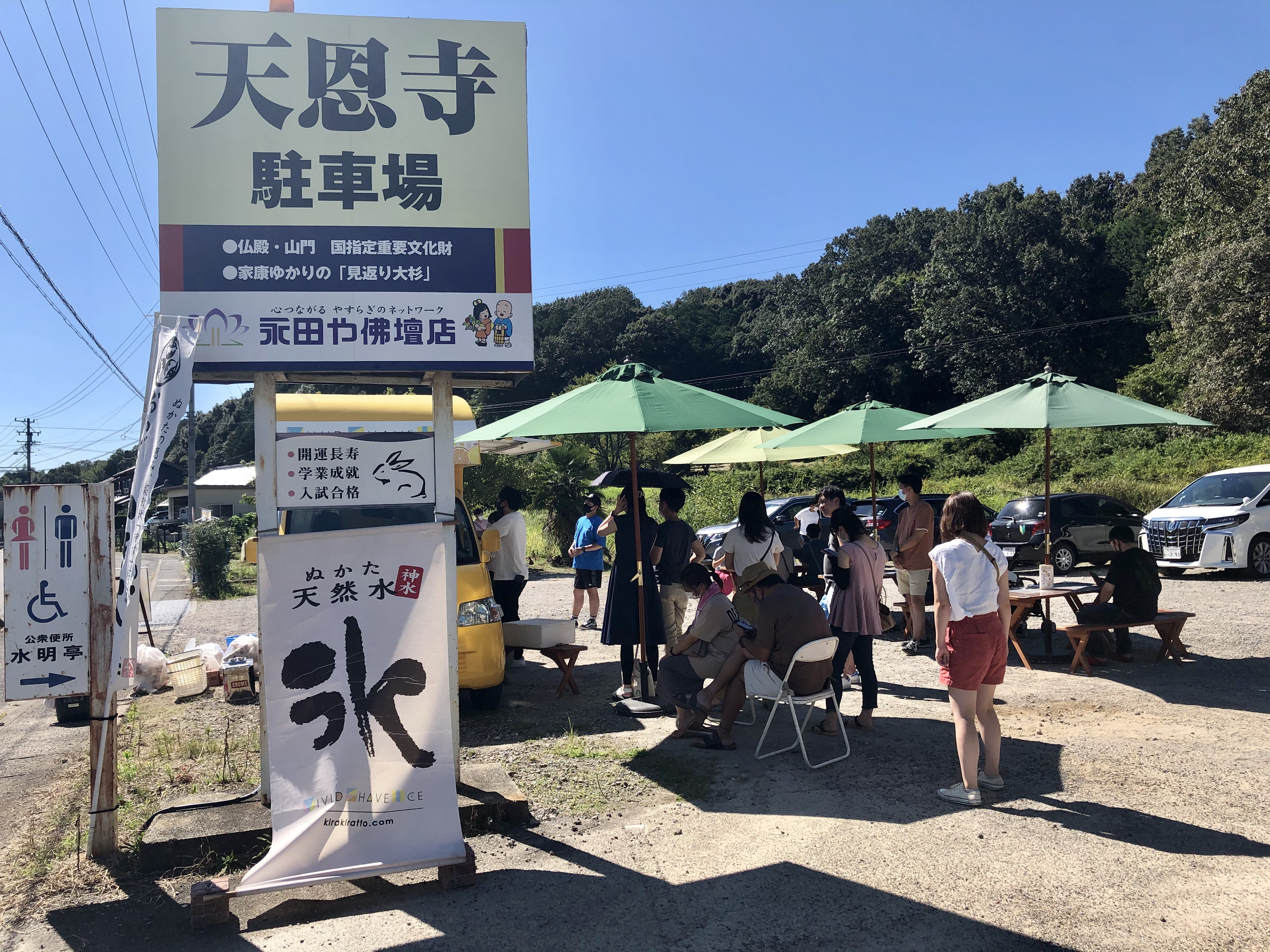

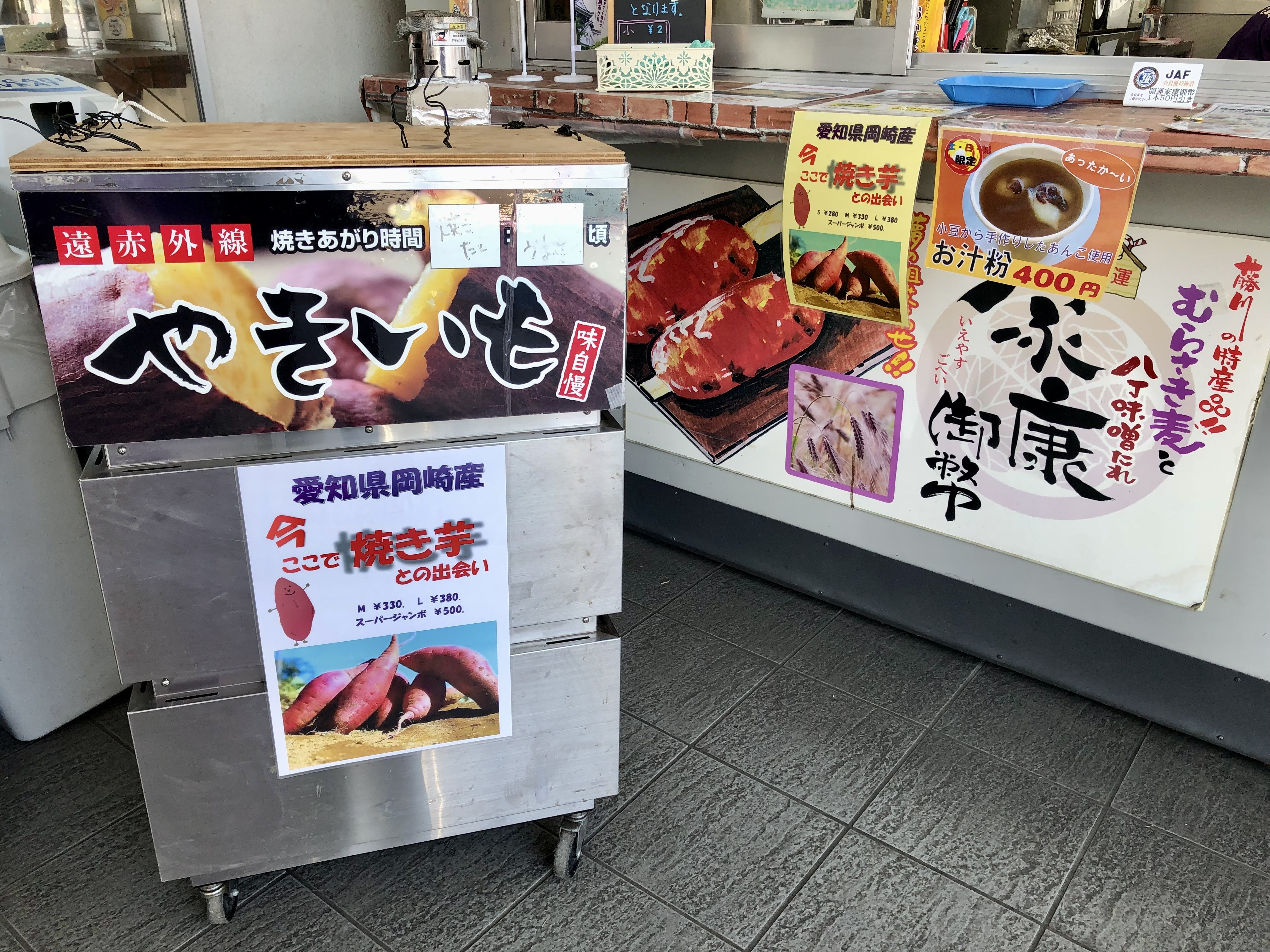
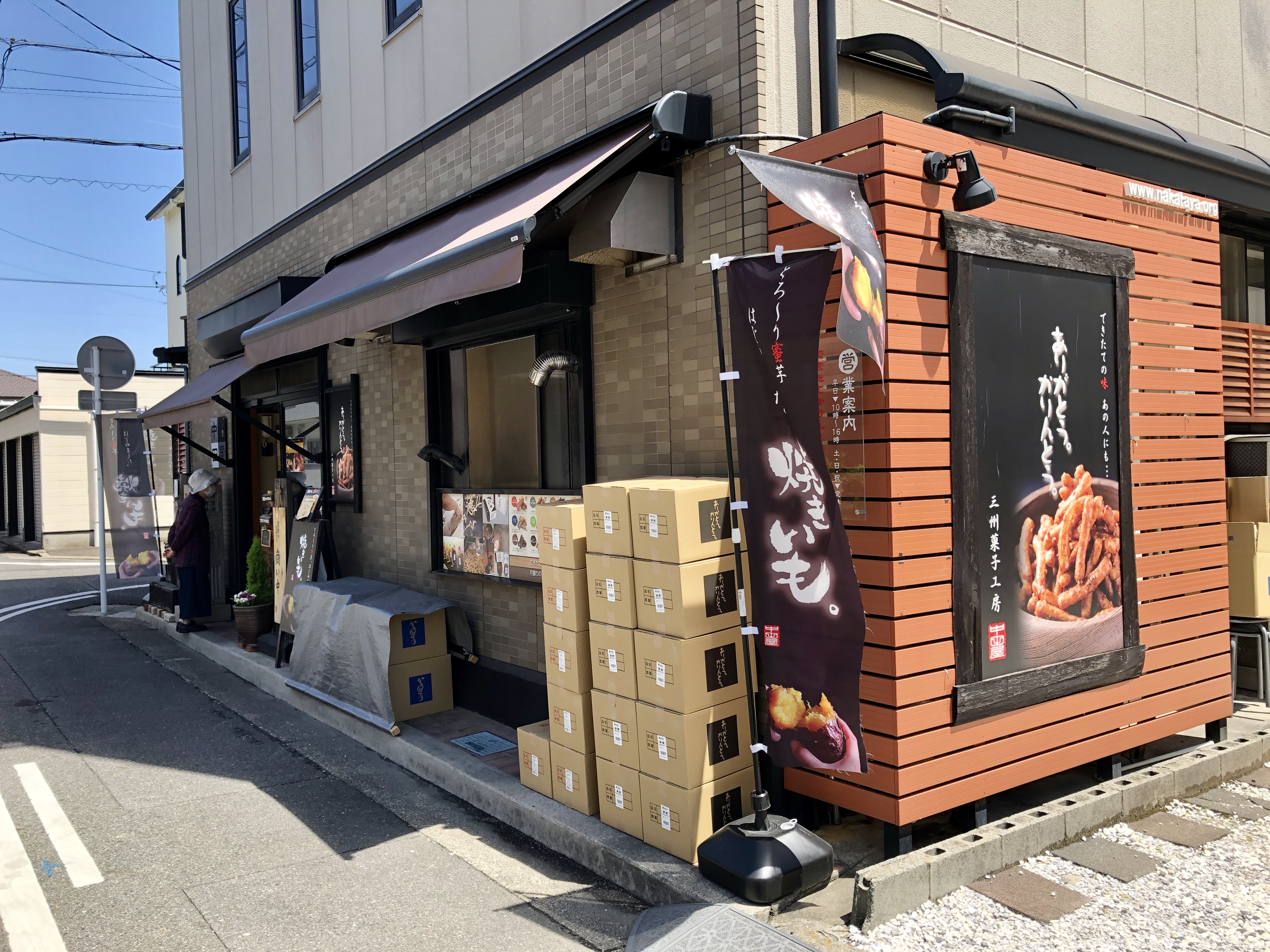

渥美半島菜の花浪漫街道

田原市の名物・菜の花の名所を含む市内の観光名所を結ぶルート。国道259号と国道42号の市内部分を軸とした約60キロメートルのルートで、国土交通省が定める日本風景街道にも認定されている。
- 日本風景街道「渥美半島菜の花浪漫街道」（田原市）

西尾の抹茶街道
西尾市の名物・抹茶をテーマとした観光名所を結ぶルート。西尾駅から実相寺、稲荷山茶園公園などを巡る、見る・食べる・体験するなどを散りばめたルート。
- 西尾の抹茶街道（西尾市観光協会）

戦国ぐるめ街道
新城市が舞台であった長篠設楽原の戦いをテーマに、地域食材を用いた武将などに因んだグルメを提供する店舗を掲げる。
- 奥三河・戦国ぐるめ街道
- 『奥三河・戦国ぐるめ街道』ホームページ（新城市商工会）

五平餅のふるさと したら五平餅街道
設楽町の郷土料理・五平餅を提供する店舗を掲げる。
- 山里の懐かしい味♪　個性あふれるしたらの五平餅♪（設楽町観光協会）

奥三河街道味めぐり
奥三河4市町村の特産・郷土料理などを提供する店舗を掲げる。
- キラッと奥三河観光ナビ（奥三河観光協議会）

いなぶジビエグルメ街道
豊田市の旧稲武町地区の地域資源であるイノシシやニホンジカを活用したジビエ料理を提供する店舗を掲げる。
渥美半島どんぶり街道
田原市の豊富な農水産物を活用したグルメを提供する店舗を掲げる。
- 渥美半島だより（渥美半島観光ビューロー）

三河屋街道
西尾市の名物・醸造品を使用したグルメを提供したり、体験・見学が可能な店舗を掲げる。
とよた五平餅街道
豊田市の郷土料理・五平餅を提供する店舗を掲げる。
- とよた五平餅学会

おかざきかき氷街道
岡崎市の旧額田町地区の天然水と、果実や茶を用いたかき氷を提供する店舗を掲げる。
- おかざきかき氷街道

おかざきカレーパン街道
岡崎市の新たなグルメである「おかざきカレーパン」を提供する店舗を掲げる。
- おかざきカレーパン（岡崎市観光協会）

おかざき鮎めし街道
岡崎市の旧額田町地区の天然水で育った鮎と米を使用した「鮎めし」を提供する店舗を掲げる。
- おかざき鮎めし街道（岡崎市観光協会）

おかざき焼き芋街道
- おかざき焼き芋街道（岡崎市観光協会）